# Schmücke dich, o liebe Seele
Schmücke dich, o liebe Seele (Orne-toi, ô chère âme) (BWV 180) est une cantate chorale de Johann Sebastian Bach composée à Leipzig en 1724.

## Histoire
Bach écrivit cette cantate pour le vingtième dimanche après la Trinité et la dirigea le 22 octobre 1724. Pour cette destination liturgique, deux autres cantates ont franchi le seuil de la postérité : les BWV 49 et 162. Elle est basée sur les première, quatrième et neuvième strophes de Schmücke dich, o liebe Seele de Johann Franck 1649. On ne sait quel poète a écrit l'aria et le récitatif correspondant. La cantate fait appel à un flûtiste expérimenté, en particulier dans le deuxième mouvement. La création par Bach d'autres parties de flûte exigeantes en cet automne 1724 laisse à penser qu'il disposait alors d'un flûtiste exceptionnel. Il est possible qu'il se soit agi du célèbre flûtiste français Pierre-Gabriel Buffardin qui était alors employé dans l'orchestre à Dresde et séjournait peut-être plusieurs semaines à Leipzig.
L'usage littéral des strophes des cantiques de la Cène selon Salomon Franck, de même que les paroles originales, traitent de l'aspiration du croyant à l'union avec le Christ par le sacrement, de la terreur du pêcheur en face de sa sainteté ainsi que de la joie et de la gratitude après la réception du corps et du sang du Christ. La doctrine luthérienne de l'eucharistie est exposée en images mystiques toujours renouvelées.

## Structure et instrumentation
La cantate est écrite pour deux flûtes à bec dont l'une joue une partie de flûte traversière dans une aria, hautbois baroque, hautbois da caccia, violoncelle piccolo dans un récitatif, deux violons baroques, alto et basse continue, avec quatre solistes (soprano, alto, ténor, basse) et chœur à quatre voix. Il s'agit d'une des rares cantates de Bach où se trouve employé un violoncelle piccolo.
Il y a sept mouvements :
1. chœur : Schmücke dich, o liebe Seele
2. aria (ténor) : Ermuntre dich, dein Heiland klopft
3. récitatif (choral, soprano) : Wie teuer sind des heilgen Mahles Gaben? – Ach, wie hungert meine Gemüte
4. récitatif (alto) : Mein Herz fühlt in sich Furcht und Freude
5. aria (soprano) : Lebens Sonne, Licht der Sinnen
6. récitatif (basse) : Herr, laß an mir dein treues Lieben
7. choral : Jesu, wahres Brot des Lebens

## Musique
L'humeur de cette œuvre est extrêmement gaie et joyeuse. Ce sentiment est renforcé par l'usage que fait Bach de formes semblables à des danses telles que le chœur d'ouverture et son turbulent tempo en 12/8. Cela se remarque nettement dans le premier mouvement de la sinfonia qui offre un espace significatif au jeu de l'orchestre et laisse les flûtes et les hautbois dialoguer en imitation. Une flûte virtuose joue des variations sur l'exigeante aria pour ténor qui suit. L'aria de soprano du cinquième mouvement contribue à la bonne humeur de cette cantate peu connue.
Comparée à la cantate précédente pour la même occasion, Ach! ich sehe, itzt, da ich zur Hochzeit gehe, BWV 162, Bach souligne l'invitation de Dieu et la joie du banquet plutôt que la possibilité que l'homme manque répondre à l'invitation. Le chœur d'ouverture et les deux arias ont la forme de danses, le premier mouvement comme une gigue, le deuxième mouvement comme une bourrée et le cinquième mouvement comme une polonaise. Le chœur d'ouverture est un concerto instrumental dans lequel sont insérées les parties vocales, le soprano chantant le cantus firmus de l'air de Johann Crüger.
Les trois mouvements suivants se distinguent par leurs instruments obligés. Une flûte accompagne la voix du ténor dans le deuxième mouvement, « Ermuntre dich: dein Heiland klopft ». Un violoncelle piccolo s'ajoute au soprano dans le troisième mouvement qui commence comme un récitatif secco « Wie teuer sind des heilgen Mahles Gaben » et mène à la quatrième strophe du choral « Ach, wie hungert mein Gemüte », chanté dans une version de l'air modérément ornementée. Dans le quatrième mouvement deux flûtes à bec renvoient au texte du récitatif alto qui se développe en arioso avec les flûtes ne jouant d'abord que des accords puis ajoutant progressivement du mouvement. Tout l'orchestre supporte le soprano dans la seconde aria « Lebens Sonne, Licht der Sinnen » (Soleil de la vie, lumière des sens). Le dernier récitatif « Mein Herz fühlt in sich Furcht und Freude » (Mon cœur sent en lui peur et joie) est secco mais se termine en arioso sur les mots « und deiner Liebe stets gedenken » (et pense constamment à ton amour). Le choral final, « Jesu, wahres Brot des Lebens » (Jésus, vrai pain de la vie), est disposé en quatre parties.

## Source
- (en) Cet article est partiellement ou en totalité issu de l’article de Wikipédia en anglais intitulé « Schmücke dich, o liebe Seele, BWV 180 » (voir la liste des auteurs).